# Bandeng
De bandeng (Chanos chanos) is een straalvinnige vis uit de familie van bandengen (Chanidae), orde van zandvisachtigen (Gonorynchiformes). Deze soort is de enige soort in het geslacht Chanos.

## Kenmerken
Deze vis heeft een gestroomlijnd, zilverkleurig lichaam met een grote, diepgevorkte staartvin. Hij kan een lengte bereiken van 180 centimeter en een gewicht tot 14 kg. De hoogst geregistreerde leeftijd is 15 jaar.

## Leefomgeving
De bandeng komt zowel in zoet als zout water voor. Ook in brak water is de soort waargenomen. De soort komt voor in tropische wateren in de Grote en Indische Oceaan en in de Rode Zee op een diepte van 0 tot 30 meter. De jongen groeien op in warme kustmoerassen met brak of zoet water.

## Relatie tot de mens
De bandeng is voor de visserij van groot commercieel belang. De larven worden massaal opgevist en opgekweekt in vijvers voor de markt in Zuidoost-Azië en Oceanië. In de hengelsport wordt er weinig op de vis gejaagd.